# Gebhard Flatz

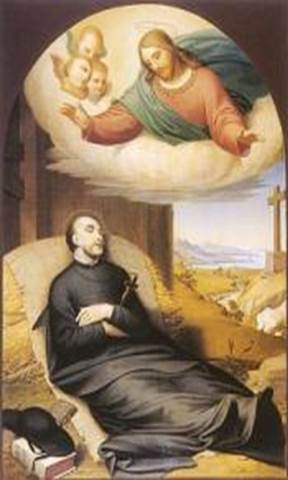
La Transfiguration de Saint-François (1866)

Johann Gebhard Flatz, né le 11 juin 1800 à Wolfurt et mort le 19 mai 1881 à Bregenz, est un peintre autrichien du Mouvement nazaréen.

## Biographie

### Éducation
Onzième enfant d'un boulanger, il passe son enfance dans la pauvreté. Néanmoins, son talent est reconnu à l'école et il obtient un apprentissage de peinture, qu'il  complète à l'âge de quinze ans. L'année suivante, il se rend à Vienne pour devenir compagnon peintre. Pendant ce temps, il doit subvenir à ses besoins en tant que serveur et peintre en bâtiment et ne peut assister aux cours d'art que le dimanche. Après quatre ans d'efforts, il est finalement accepté à l'Académie des Beaux-Arts, mais au détriment de sa faim pour payer ses honoraires. En 1827, il quitte Vienne, travaillant à Bregenz et à Innsbruck, où il produit et vend plus de cent cinquante portraits en 1829.

### Vie à Rome et à Innsbruck
Il économise finalement assez d'argent pour faire un voyage à Rome, où il s'implique rapidement dans le mouvement nazaréen. Quand il devient financièrement stable, il commence à se déplacer entre Rome et Innsbruck, emmenant parfois des étudiants.
En 1838, il épouse Marie Felicitas Freiin von Foullon-Norbeck. Leurs deux enfants meurent peu de temps après leur naissance et Marie, également quelques semaines après le deuxième accouchement, en 1840. Jamais complètement remis de ce triple choc, Gebhard Flatz ne commence à peindre qu'un an après. Il fait placer une épitaphe à sa femme sur le terrain du Campo Santo Teutonico, dont il est membre.
À la suite de la prise de Rome en 1870, il s'installe à Vorarlberg. Il passe ses dernières années dans une maison de retraite près de l'église paroissiale de Bregenz, où il est honoré comme « le peintre catholique de son temps » et reçoit l'Ordre de François-Joseph en 1879.